# Филдинг, Майкл
Майкл Филдинг (англ. Michael Fielding) — английский актёр-комик. Наиболее известен своей ролью Набу (Naboo the Enigma) в комедийном шоу Майти Буш, автором которого является его старший брат Ноэль Филдинг и его друг Джулиан Бэррэтт.

## Карьера
Майкл помогал писать и снимался в Майти Буш в качестве шамана Набу. Он участвовал во всех трех сезонах сериала и живых выступлениях. Он стал частью Майти Буш во время шоу в Австралии, где жил вместе с братом во время тура.
Также снимался в «Саге о Форсайтах».